# Ädel (livsmedel)
Ädel var ett svenskt livsmedelsvarumärke och under en period ett livsmedelsföretag i Malmö.
Ädel hade sitt ursprung i Pågen Margarin AB och Pågen Produkter AB som var en satsning från brödtillverkaren Pågen på att bredda verksamheten. Namnet Ädel användes först för mat- och bakmargarin som lanserades våren 1976 jämte bordsmargarinet Maj.
Under slutet av 1981 tillkom Ädel Visp, en vegetabilisk ersättning för vispgrädde som skulle bli varumärkets främsta användning under de följande åren. Mejerierna, genom Svenska Mejeriernas Riksförbund, kämpade hårt mot den konkurrerande produkten och anmälde produkten till både Livsmedelsverket och Konsumentverket i hopp om att den skulle förbjudas. De framtvingade även förpackningsförändringar och namnbyte till "Visp-Ädel". Dessutom drev Lantbrukarnas Riksförbund våren 1982 igenom en höjning av en tillverkningsavgift i statens jordbruksnämnd som gjorde Ädel-Visp dyrare att tillverka. Mejeriernas motstånd mot Ädel-Visp blev föremål för en utredning av Statens pris- och kartellnämnd, Nya Livsmedel – Fallstudien Ädelvisp.
Gräddalternativet utvidgades med tiden till fler produkter, såsom Ädel Kaffe, Ädel Mat och Ädel Fraiche. Sedermera kom bolaget bakom Ädel att heta Ädel Livsmedelsprodukter. Sortimentet utökades också med bordsmargarinet P.S.
I början av 1990-talet såldes Ädel Livsmedelsprodukter till Unilever. De ägde sedan tidigare Novia Livsmedelsindustrier och Ädels konkurrent Margarinbolaget. I januari 1993 slogs Margarinbolaget, Novia och Ädel ihop och blev Van den Bergh Foods AB, med säte i Helsingborg. Ädel överlevde som varumärke i något decennium därefter, men under år 2002 bytte Ädelprodukterna namn till Milda.